# Cylichnium africanum
Cylichnium africanum är en snäckart som först beskrevs av Étienne Alexandre Arnould Locard 1897.  Cylichnium africanum ingår i släktet Cylichnium och familjen Haminoeidae. Inga underarter finns listade i Catalogue of Life.